# عبودجلو
عبودجلو (به لاتین: Obudzhlu) یک منطقه مسکونی در جمهوری آذربایجان است که در شهرستان خاچماز واقع شده‌است.